# Xandu.2385
Xandu.2385 é um vírus de computador residente em memória que se alastra infetando ficheiros .exe dos sistemas operativos DOS. Foi identificado pela primeira vez em dezembro de 1994.

## Outras designações
- Virus.DOS.Xandu.2385
- Vgen/51444[1]